# 대한제국
대한제국(大韓帝國), 약칭 대한국(大韓國) 또는 한국(韓國)은 1897년 10월 12일부터 1910년 8월 29일까지 존재했던 황제국으로, 조선을 계승한 국가이자 한반도의 마지막 전제군주국이었다. 대한제국이 존재했던 기간과 그 주변 기간을 합쳐 구한말(舊韓末)이라고 부르기도 한다. 대한제국의 정궁은 덕수궁과 경복궁이었으며, 중요한 행사는 경복궁에서 열렸지만 일반적으로 황실의 생활공간은 덕수궁으로 나누어 사용했다.
1896년 독립협회·만민공동회 등이 중심이 되어 청나라 등 외세의 간섭에서 벗어나고자 하는 자주독립운동을 활발하게 전개하자, 1897년 고종 황제가 연호를 ‘광무(光武)’로 정하고, 같은 해 10월 국명을 '대한제국(大韓帝國)'으로 고쳐 내외에 주권 국가임을 선포하였다. 이어 1899년에는 대한국 국제를 반포하여 자주독립국임을 재확인하는 동시에 황제권을 공고히 하였다.
대한제국 정부는 광무개혁을 위시로 한 여러 근대화 개혁을 시도했고, 새로운 근대적 자주국가로 거듭나기 위해 외국과 통상수교를 맺는 등 다양한 외교적 노력을 기울였다. 이 시기 대한제국은 한성부 도로구획을 정비하고 전기와 전차, 전화 등 근대적 문물을 들여오는가 하면 양전사업과 화폐발행, 산업진흥, 국방 개편 등의 정책도 추진해 나갔다.
그러나 1905년 을사조약 이후 일본 제국에게 외교권 등 주권이 박탈되었고, 이후 1910년 8월 29일 일본과 체결한 한일병합조약에 따라 일본 제국에 완전히 병합되어 한반도는 일본의 식민지로 전락하였다.

## 국호
1897년 10월 12일 고종은 환구단(圜丘壇)을 짓고 하늘에 제사를 지낸 후 국호를 대한국(大韓國), 연호를 광무(光武)로 정하고, 초대 황제로 즉위했다. 고종은 1882년부터 사용하던 태극기(太極旗)를 국기로 정하고, 국장을 이화문(李花紋)으로 하였으며, 애국가(愛國歌)를 국가로 하였다. 대한제국은 자주성과 독립성을 한층 강하게 표방하고자 사용된 의례상·의전상 국호로, 대한제국의 국명은 ‘대한(大韓)’이다. 대한이라는 말은 '삼한(三韓)'에서 유래한 것으로 고구려, 백제 그리고 신라를 통틀어서 삼한이라 불렀는데, 그 삼한이 통일되었다는 의미에서 대한이라 한다.
여기서 대한제국의 국호의 어원을 설명하는 내용에서 나오는 마한, 진한, 변한은 4세기 이전 한반도 남부의 삼한을 가리키는 것이 아닌 10세기의 후삼국 시대의 후고구려, 후백제, 신라를 가리킨다. 뒷 문장에 마한, 진한, 변한이 고려에 이르러서 통합되었다는 구절이 나오기 때문이다.
여기에 국호를 변경하면서 제국이라고 선포하였기에 ‘제’(帝)가 더해져 대한제국이 되었다. 이 이름에 쓰인 대한(大韓)이라는 이름은 1919년 4월 11일 수립된 대한민국 임시정부가 "대한으로 망했으니 대한으로 다시 흥해보자"는 취지로 국호로 재사용했고, 대한민국 임시정부를 거쳐 1948년 8월 15일에 수립된 대한민국 정부에 따라 오늘날의 민주주의 국가인 대한민국의 국호에도 여전히 그대로 이어졌다.

## 역사

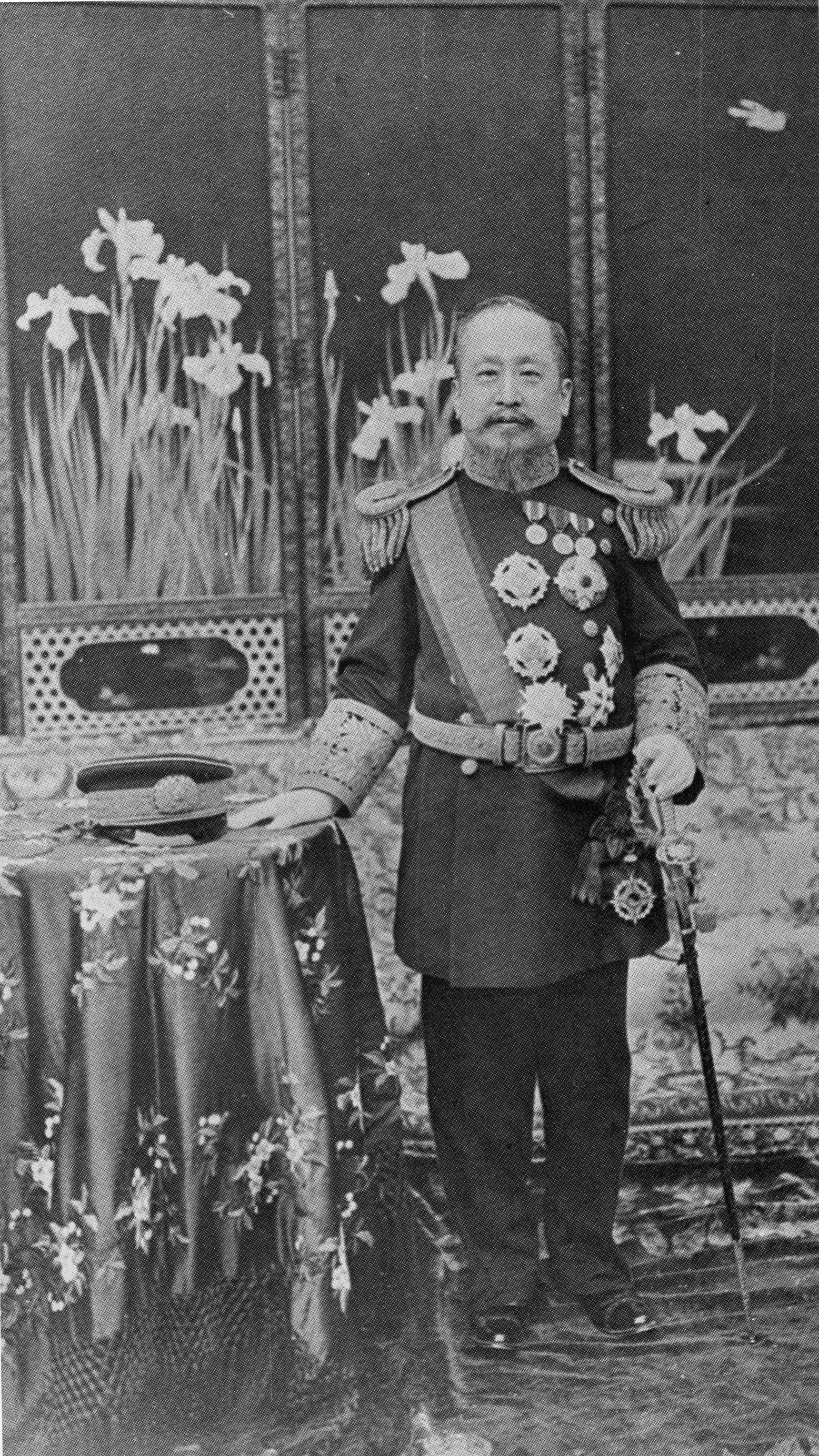
대한제국 고종

### 건국의 배경
임오군란 이후의 청나라의 간섭과 을미사변과 아관파천을 위시한 외세로 말미암아 열강 세력의 이권 침탈을 비롯한 국가의 자주성이 크게 위협받자 자주성을 띤 국가 수립을 염원하는 백성의 목소리가 점차 높아져 갔다. 독립협회의 고종 환궁요구와 조선의 자주독립 주장에 힘입어 대한제국이 성립되게 이르렀다.
1897년(광무 원년) 2월 20일 고종은 경운궁으로 환궁하여 그 해 8월 17일 광무(光武)란 연호를 쓰기 시작하고 10월 3일 황제 칭호 건의를 수락하였다. 고종은 자주 의지를 대내외에 널리 표명하고 땅에 떨어진 국가의 위신을 다시 일으켜 세우려면 반드시 제국이 되어야 한다고 판단하였으며, 10월 12일 원구단(園丘團)에서 상제(上帝)님께 천제를 올리고 국호를 대한제국이라 고치고 황제를 자칭하면서 즉위하였다.
대한제국이 선포되자 각국은 대한제국을 직접으로, 간접으로 승인하였다. 그중 러시아 제국과 프랑스는 국가 원수가 직접 승인하고 축하하였으며 영국, 미국, 독일도 간접으로 승인하는 의사를 표시하였다. 그러나 당시 열강 대부분은 대한제국의 성립을 그다지 반기지 않았다. 제위에 오른 고종은 그 직후인 11월 12일 미루었던 명성황후의 국장(國葬)을 치렀으며, 과거에 청나라에 대한 사대주의 사상의 상징인 영은문을 허물고 그 자리에 독립문 건립에 추진하여 11월 20일에 완공하였다.
고종은 경운궁으로 환궁하고서 입법기관인 교전소를 설치하고 원로대신 다섯 명과 더불어 박정양과 이완용, 서재필, 탁지부 고문 영국인 존 브라운, 법부고문 샤를 르장드르를 위시한 외국인 고문관들을 교전소 부총재와 위원으로 배정했으나 교전소 위원이 친미개화파와 외국인이 과반수를 차지하자 원로대신들이 꺼리는 바람에 수포로 돌아갔다.

### 독립협회와 만민공동회

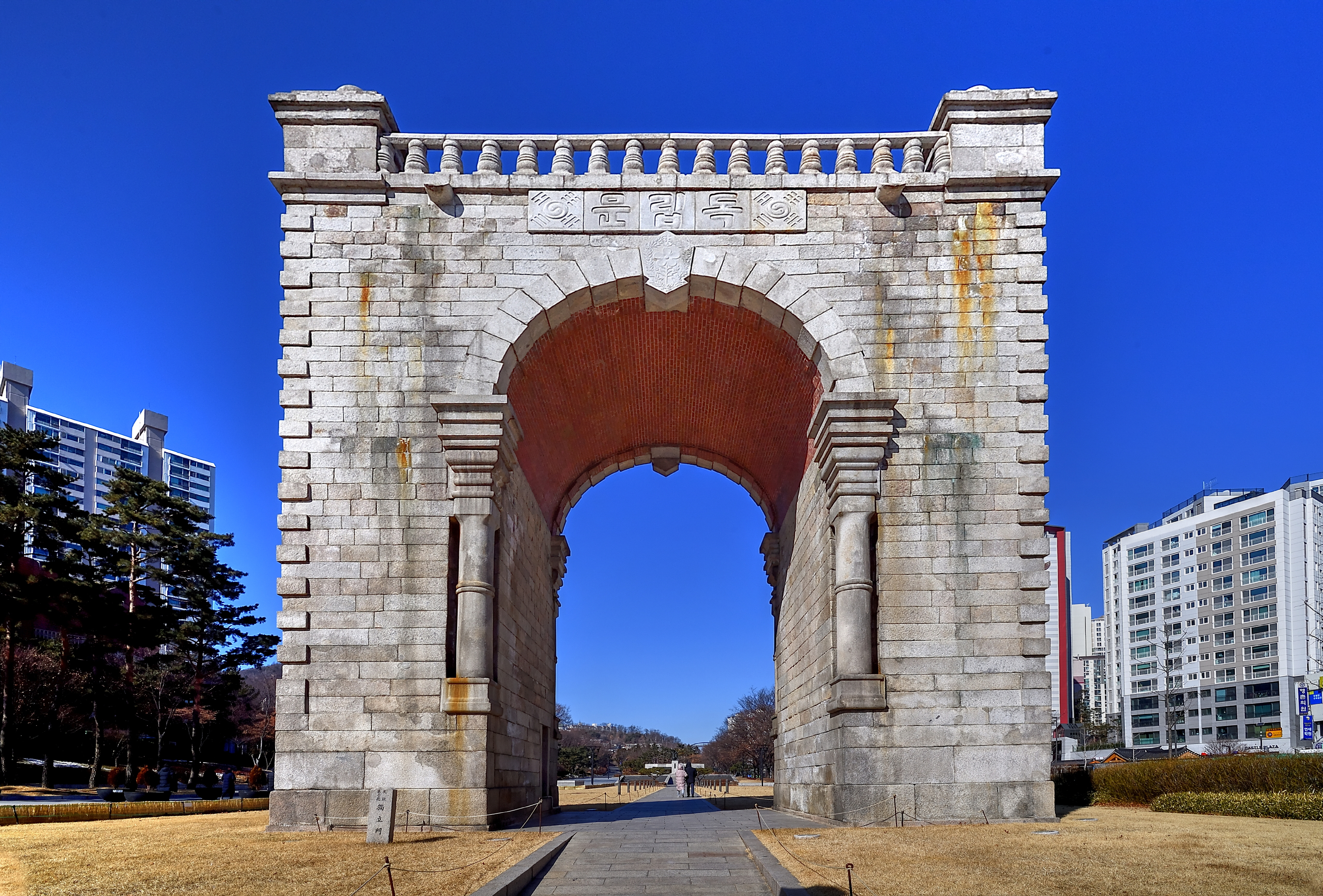
독립문

대한제국이 성립하기까지 서로 연합하였던 독립협회와 수구파는 정부 형태 문제로 대립하여 갈등했다. 독립협회는 영국식 입헌군주제를 주장하는데 수구파는 전제군주제를 주장하였다. 독립협회는 민중 대회인 만민공동회를 열어 백성의 참정권을 주장했고 국회의 설치로 국민 대표자를 뽑자고 요구했으나 수구파와 위정척사파는 독립협회와 만민공동회의 참정권 주장과 국회 설치 주장을 반역으로 규정했다.
독립협회와 수구파세력 간의 대립이 격화하는 상황에서 독립협회는 입헌군주제를 계속 추진하여 1898년(광무 2년) 11월 중추원 관제 개편을 공포했다. 수구파는 익명서 사건을 명분 삼아 경무청과 친위대를 동원해 독립협회 간부들을 체포하고 만민공동회를 탄압하였으며, 조병식을 중심으로 수구파 행정부를 수립하였다. 이에 독립협회 절파(折破)가 결과로 자신들에게 유리하다고 판단한 일본 제국이 수구파 행정부에 가담하여 독립협회의 운동을 탄압하게끔 권고하자 고종이 이를 받아들이고 곧이어 보부상들이 주축이 된 단체인 황국협회는 만민공동회를 강제로 해산하여 독립협회는 1898년(광무 2년) 12월 해산되고 만민공동회도 1899년 12월 이후 불법화하였다.

### 광무개혁

1899년 도입된 서울 전차

광무개혁은 대한제국을 서구화하고 근대하기 위한 것을 목표로 하였으며, 대한제국은 산업 혁명의 후발주자로 참여하였다. 대한제국이 1897년 최초로 반포한 무게 및 측량에 관한 법에 따라 당시 전통적으로 사용되던 무게와 측량의 기준이 하나로 표준화되었다. 같은 해 대한제국 정부는 지적조사를 개시하여 소유지 체계를 서구식으로 근대화하고자 했다. 이 개혁은 토지세 개혁과 연관이 있었으며 대한민국의 화폐 제도의 개혁을 담당했던 이용익이 토지세 개혁을 맡았다. 지적조사를 실시한 이후 토지를 정확하게 측정한 지계가 발급될 예정이었다. 하지만 토지 개혁은 러일 전쟁의 발발로 중단되었다.
대한제국 정부는 도시의 산업기반시설도 갖추기 위해 노력했다. 1898년 한성전기회사가 이에 따라 설립되었다. 1896년 최초로 전화기가 한국에 도입되었고, 6년 후인 1902년 장거리 공중전화가 최초로 개설되었다. 1899년에는 대한제국 정부 산하의 서북철도국이 설립되었으며, 한국 최초의 철도 노선인 경인선과 최초의 노면전차인 서울 전차가 개통되었다. 또한 광무개혁 기간 동안, 산업 진흥 정책도 추진되었다.

### 일본의 영향력 강화
일본 제국은 러시아 제국과 대립하면서 1904년 2월 23일, 러일 전쟁이 발발했을 무렵에 한일의정서 체결을 강요하고 나아가 1904년(광무 8년) 8월 22일 제1차 한일 협약을 강제로 체결하여 외교와 재정을 위시한 각 분야에 고문을 두고 대한제국 내정을 간섭하였다.
이때 고문으로 들어온 메가타 다네타로(目賀田)는 소위 '화폐정리사업'으로써 대한제국의 토종 자본을 몰락하게 했다. 아울러 일본 제국에 따라 일본 대한제국 외교 고문으로 위촉된 미국인 더럼 스티븐슨은 일본 제국의 침략 의도 미화에 앞장섰다. 스티븐슨은 후일 장인환과 전명운 의사에게 미합중국 오클랜드 기차역에서 처단되었다.
1904년(광무 8년) 한반도와 만주의 패권을 둘러싸고 러일 전쟁이 발발했다. 러일전쟁은 1905년(광무 9년) 일본 제국이 승리해 일본 제국과 러시아 간 포츠머스 조약의 체결로 매듭지었다. 이해 일본 제국은 1905년 11월 17일 제2차 한일 협약 성립을 일방으로 발표하여 대한제국의 외교권을 박탈하고 한성에 한국통감부를 설치하였다 (통감정치).

#### 국권 수호 운동
이에 양반과 지식인층 중심으로 일본 제국의 침략을 규탄하고 을사늑약의 폐기를 주장하는 운동이 거세게 일어났다. 민영환은 스스로 순국자결을 통해서 항거하였고, 조병세는 조약의 폐기를 요구하는 상소 운동을 벌였다. 장지연은 주필로 있던 황성신문에 논설인 〈시일야방성대곡〉을 실어 일본 제국과 을사오적을 규탄하면서 을사늑약의 부당함을 알리고자 했다. 오적 암살단이 조직되어 을사오적의 저택을 불사르고 일진회 사무실을 습격하였으며, 민종식, 신돌석, 최익현은 의병을 조직해 무장 항전을 벌였다.
또한, 독립협회가 해체되고서 헌정연구회 같은 개화 자강 계열 여러 단체가 설립되어 친일 단체인 일진회에 대립하고 대항하면서 구국 민족 운동을 전개하였다. 초기에는 일본 제국의 황무지 개간권 요구를 좌절시킨 보안회와 입헌 군주제를 수립하고자 설립된 헌정연구회의 활동이 두드러졌다. 1905년 이후에는 대한 자강회와 대한 협회, 신민회를 위시한 개화 운동과 독립협회 활동을 계승한 사회 발전과 변화를 추구하는 지식인들이 사회진화론에 영향받아 국권을 회복하려는 애국 계몽 운동을 전개하였다.
이 애국계몽운동은 교육과 산업과 언론 활동을 이용한 실력 양성 운동을 꾀하고자 하였다. 1907년(광무 11년) 2월 대구에서 김광제와 서상돈가 제안한 국채보상운동이 시작되어 전국으로 번져나갔다. 이것은 일본 제국이 대한제국을 경제상 예속시키고자 제공한 차관 1,300만 원을 국민이 갚고자 전개한 운동이었으나 이런 애국 계몽운동과 국채보상운동은 일본 제국 통감부가 방해하고 탄압하여 결국 실패한다.
이런 국권을 수호하려는 여러 운동은 민족 독립운동 이념과 전략을 제시, 장기에 걸친 민족운동 기반을 조성했다는 의의가 있으나 일본 제국의 침략과 지배를 어쩔 수 없는 현실로 인정하는 오류를 저질렀다는 평가도 지적된다. 즉, 당시 일본 제국에 정치상으로나 군사상으로나 예속된 상황에서 전개되어 성과 면에서 한계성이 노출되었다.

### 멸망

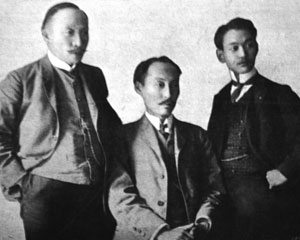
헤이그 특사

러일전쟁으로 인하여 일본 제국과 러시아 제국의 세력다툼이 끝나고 일본 제국으로부터 1905년 11월 17일 제2차 한일 협약 때 외교권을 강탈당한 대한제국은 일본 제국의 보호국 신세로 전락한다. 고종은 비밀리에 밀서를 작성해 열강 세력에 을사조약의 불법적 체결과 무효임을 알리고자 하였다. 1907년 4월, 헤이그 특사 사건의 결과로 일본에 의해 태황제가 7월 20일 강제 퇴위당하고, 순종이 즉위하여 연호를 "융희(隆熙)" 로 정하였다.
융희황제가 즉위한 직후 일본은 한일신협약(7월 24일)을 강제로 체결하여 대한제국 정부의 각 부처에 일본인 차관(次官)을 두어 대한제국의 내정에 노골적으로 간섭하였으며, 이면 협약을 통해, 8월 ~ 9월에는 군대를 강제로 해산하였다. 1909년(융희 3년) 7월 12일에는 대한제국의 사법권과 교도행정에 관한 업무를 일본에 넘겨 주게 되고(기유각서), 이로써 대한제국은 명목상의 국권만 보유하게 된다. 일본은 전국적인 의병의 저항을 남한 대토벌 작전 등으로 무력 진압하였다.
마침내 일본은 1910년(융희 4년) 8월 22일 한일 병탄 조약을 체결하고, 8월 29일 이를 공포함으로써 대한제국의 국권을 피탈하였다. 조약 체결과 동시에 한국사의 마지막 군주국인 대한제국은 역사 속으로 사라지고 한국에서 약 5,000년 간 지속하던 군주제도 막을 내렸다.

## 군사

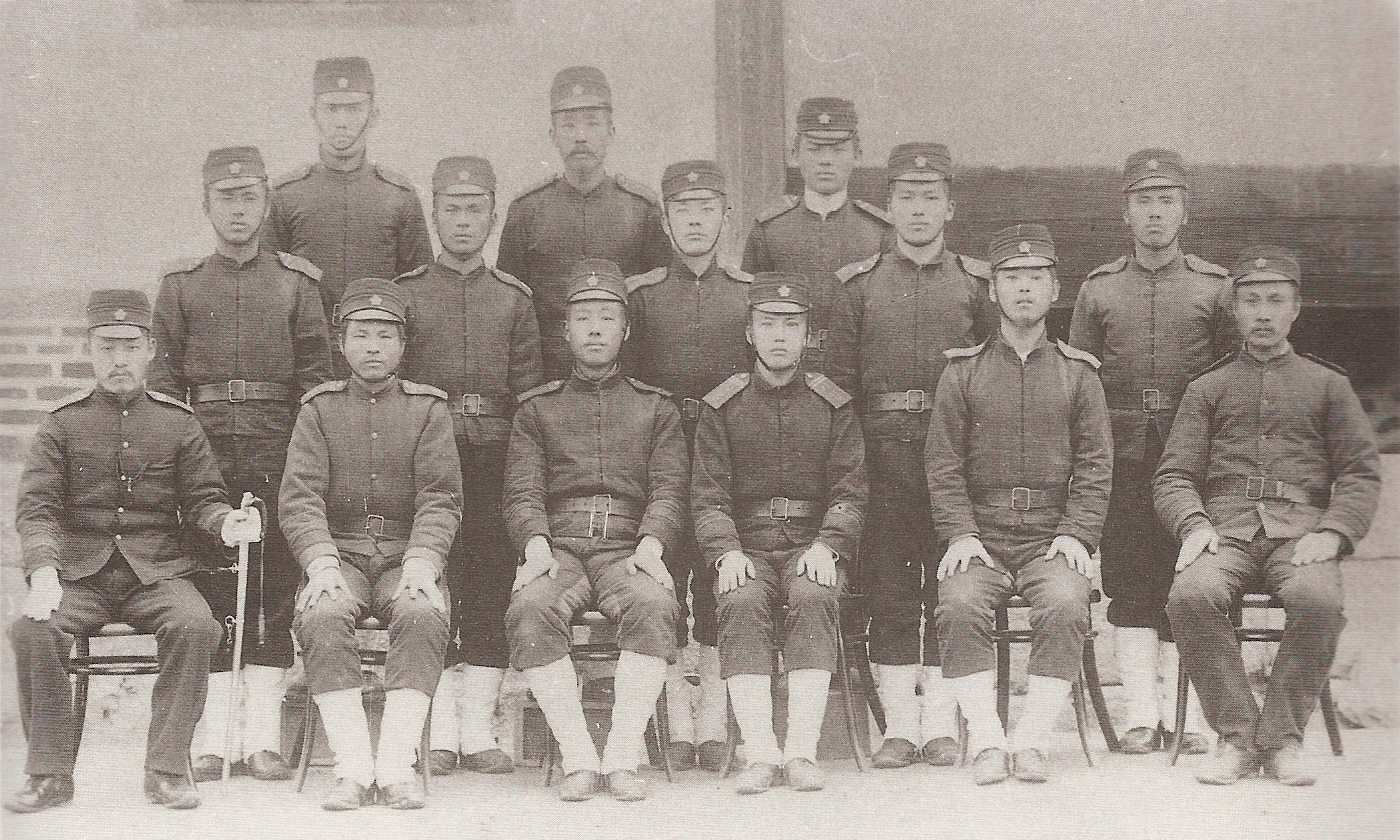
대한제국군 군인들의 모습 (1898년)

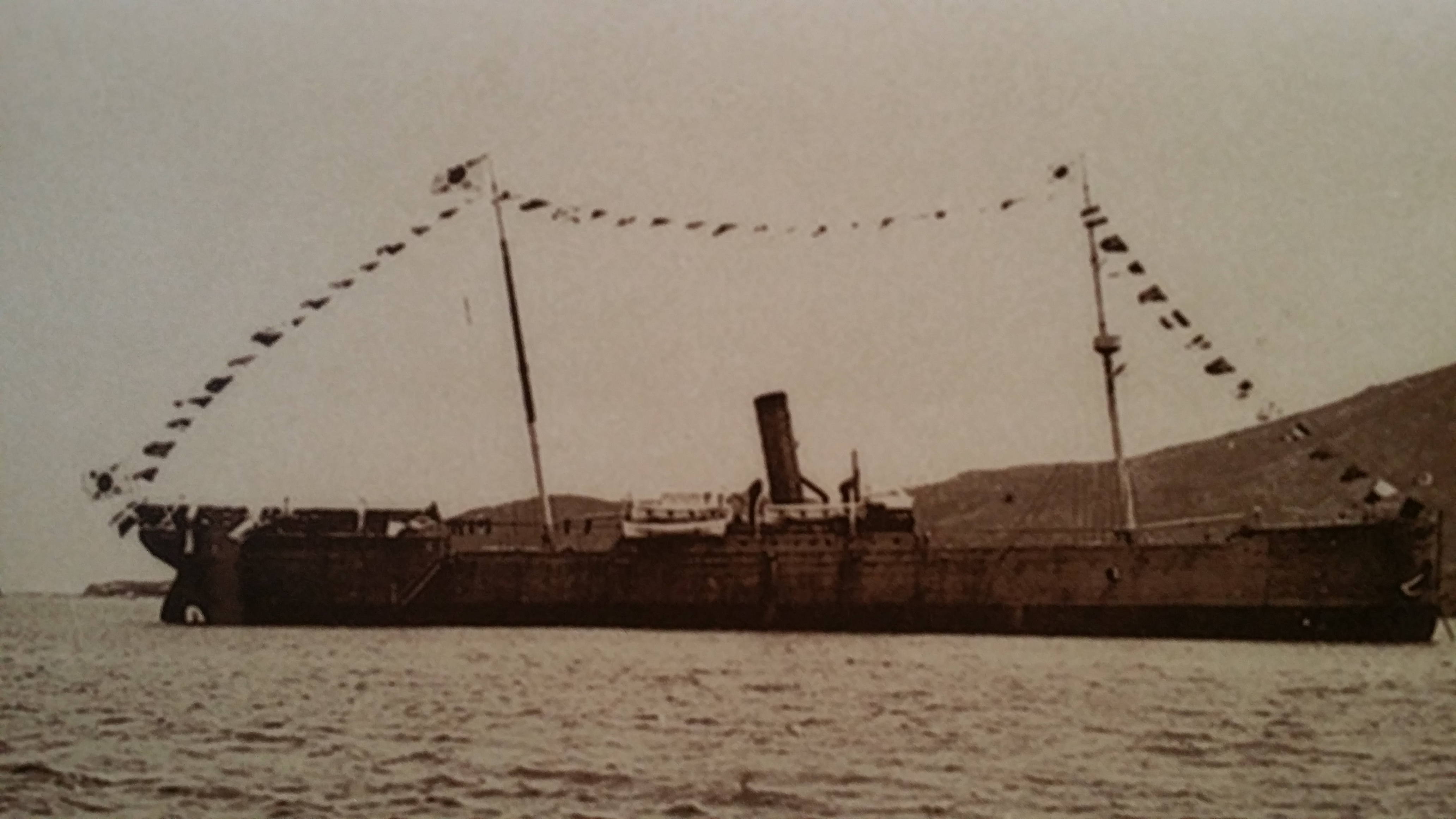
대한제국 첫 해군함 양무호

고종은 부국강병한 근대 국가의 건설을 위해 1893년, 한국 최초의 해군사관학교인 통제영학당(統制營學堂)을 강화도에 설립하였으며 영국 해군 대위 코렐과 부사관 허치슨이 강화도에 들어와 해군 생도들의 근대적 군사훈련을 맡았다. 1894년 갑오개혁 때 한국의 신식 군대가 편제, 계급과 군복이 제대로 갖추어졌다.
1894년 10월 4일 칙령 제10호가 반포되면서 군대 계급을 장교와 부사관, 병졸로 크게 나누고 장교는 대위, 부위, 참위의 위관급과 정령, 부령, 참령의 영관급, 그리고 대장(大將), 부장(副將), 참장(參將)의 장관급으로 다시 구분하고 부사관은 참교, 부교, 정교의 3등급, 병졸은 이등병, 일등병, 상등병의 3등급으로 나누었으며 그 외에 무관생도가 있었다. 대장(大將)은 총리대신급과 같고, 부장(副將)은 대신급, 참장(參將)은 차관급이었다.
고종은 1899년 원수부(元帥府)를 설치하고 원수와 대원수의 계급을 두었으며 원수는 황태자(皇太子), 대원수는 황제(皇帝)였다. 원수부는 대한제국의 최고 군령기관이며 대원수인 고종이 군사적 실권을 갖고 자주적 개혁을 추진하고자 했으며 대한제국의 황제권을 중심으로 한 군사력 강화를 위해 1899년 6월 22일 반포된 원수부관제는 “대황제 폐하께서는 대원수 군기를 총괄하시고 육군과 해군을 일률적으로 통솔하신다. 이를 위하여 원수부를 설치한다.”라고 규정했다.
대한제국의 황제는 대원수로 군기(軍機)를 총람하고 육·해군을 통령(統領)하며 대한제국 육·해군의 통수권자로서 황제의 권한을 상징하는 옷이 바로 대원수 군복이다. 고종 32년(1895) 4월 한국에 서양식 군복이 처음 도입되었으며, 광무 3년(1899) 6월 22일의 조칙에 따라 고종은 서양식으로 만든 대원수 군복을 평상복으로 입었고, 검은색 군복의 오얏꽃(자두꽃) 문양 단추는 대한제국 군복의 복제이며, 대한제국 시대의 황제 조칙(詔勅)을 통해 옷깃의 별 5개는 대원수 군복에 부착하였다.
고종은 1903년 일본으로부터 군함을 구매하였는데, 이것이 바로 한국 최초의 근대식 군함인 양무호(揚武號)이다. 양무호는 길이 105m, 무게 3,000톤, 총 배수량이 3,432톤에 달하는 거대한 함선이었으며, 1904년 또 다른 근대식 전함을 구매하는데, 그것은 바로 광제호(光濟號)였다. 광제호는 총 배수량 1,056톤으로 최신식 3인치 대포 3문을 3개 장착하고 있으며 태극기를 달고 운항했다.

## 외교
1899년에는 대한국·대청국 통상 조약이 맺어졌는데, 청나라와 대등한 주권 국가로서 대한제국이 청나라와 맺은 근대적 조약을 체결한 것이다.
대한제국은 간도와 독도가 대한제국의 영토임을 주장하였다. 고종은 청나라의 영토인 간도에 대한 영유권을 주장하고 간도 관리사를 설치하여 1902년 이범윤을 간도관리사로 파견하기도 했다.
1904년 2월 8일 러일 전쟁이 발발하기 직전에 대한제국은 중립국을 선포하였으나, 일본 제국은 이를 무시하고 한일의정서를 체결하였다. 일본 제국은 이어서 1904년 11월에 독도에 망루를 설치하였고, 1905년 2월에 일본 제국 시마네현에 편입시켰다. 대한제국의 외교권은 1905년 11월 17일 일본 제국과 제2차 한일 협약(을사조약)을 강제로 맺게됨으로써 박탈당했다.

### 수교한 국가
대한제국과 수교한 나라들은 다음과 같다. 1905년 11월 17일 을사조약 이후 외교권이 박탈되어 일본을 제외한 모든 나라와 단교했고, 일본의 경우는 1910년 8월 29일 한일 병합 조약 이후 국가의 소멸로 인해 단교했다.
|                   | 수교일           | 단교일           | 조약                | 한자             | 단교 이유 |
| ----------------- | ---------------- | ---------------- | ------------------- | ---------------- | --------- |
| 일본 제국         | 1876년 2월 27일  | 1910년 8월 29일  | 강화도 조약         | 江華島條約       | 경술국치  |
| 미국              | 1882년 5월 22일  | 1905년 11월 17일 | 조미 수호 통상 조약 | 朝美修好通商條約 | 을사조약  |
| 대영 제국         | 1883년 11월 26일 | 1905년 11월 17일 | 조영 수호 통상 조약 | 朝英修好通商條約 | 을사조약  |
| 독일 제국         | 1883년 11월 26일 | 1905년 11월 17일 | 조독 수호 통상 조약 | 朝獨修好通商條約 | 을사조약  |
| 이탈리아 왕국     | 1884년 6월 26일  | 1905년 11월 17일 | 조이 수호 통상 조약 | 朝伊修好通商條約 | 을사조약  |
| 러시아 제국       | 1884년 7월 7일   | 1905년 11월 17일 | 조로 수호 통상 조약 | 朝露修好通商條約 | 을사조약  |
| 프랑스            | 1886년 6월 4일   | 1905년 11월 17일 | 조불 수호 통상 조약 | 朝佛修好通商條約 | 을사조약  |
| 오스트리아-헝가리 | 1892년 6월 23일  | 1905년 11월 17일 | 조오 수호 통상 조약 | 朝墺修好通商條約 | 을사조약  |
| 청나라            | 1899년 9월 11일  | 1905년 11월 17일 | 한청 통상 조약      | 韓淸通商條約     | 을사조약  |
| 벨기에            | 1901년 3월 23일  | 1905년 11월 17일 | 한백 수호 통상 조약 | 韓白修好通商條約 | 을사조약  |
| 덴마크            | 1902년 7월 15일  | 1905년 11월 17일 | 한정 수호 통상 조약 | 韓丁修好通商條約 | 을사조약  |

## 역대 황제
- 고종 광무제 (태황제) (1897~1907) : 대한제국의 초대 황제이다.
- 순종 융희제 (효황제) (1907~1910) : 대한제국의 제2대 황제이다. 1910년 경술국치 이후 이왕으로 격하되었다.

### 황실 계보도
고종황제는 1남 순종, 2남 의친왕, 3남 영친왕, 1녀 덕혜옹주의 3남 1녀를 낳았다.  1남 순종은 후사가 없었고, 3남 영친왕 역시 후손이 끊겼고, 덕혜옹주 역시 후손이 끊겨 대한제국 황실은 2남 의친왕계로 이어지고 있다.
- 의친왕 이강 (1877~1955) : 고종태황제의 둘째 황자이다.  대한제국 육군 장군과 대한적십자사 총재를 역임하였다.  황족 중 유일한 독립운동가로 1919년 상해 대한민국 임시정부 망명 시도했던 대동단 사건으로 유명하다.  끝까지 항일 정신을 고수하였다.  의친왕가는 6남 이곤이 계승하였고, 현재 이준이 사동궁주로서 황실 가족들을 이끌고 있으며, 의친왕기념사업회 회장으로 역임 중이다.
- 영친왕 이은 (1897~1970) : 고종태황제의 셋째 황자이다.  1907년 헤이그 특사 사건으로 고종이 일제에 의해 폐위가 되고 순종이 즉위한 후에 형 의친왕을 제치고 순종의 황태자로 임명되었다.  이는 항일 정신이 투철했던 성인 의친왕을 껄끄럽게 여긴 일본이 9살인 영친왕을 황태자로 임명을 강행한 영향이 크다.  일본으로 볼모로 잡혀간 후 일본인 이방자 여사와 결혼, 첫째 아들 이진을 나았으나 조졸하였고, 둘째 아들 이구를 낳았으나 후사가 없었다.  전주이씨 종친회에서 명목상 이구의 사후 양자로 의친왕의 9남 이갑의 아들 이원을 지명하였다.
- 덕혜옹주 (1912~1989) : 고종태황제의 고명딸이다.  어려서 일본으로 볼모로 잡혀간 후 대마도 종주 소 다케유키와 결혼하였고, 딸 마사에를 낳았으나 실종되어 후에 시체로 발견되었다.  이 사건으로 정신병을 얻고 힘겨운 삶을 살았으나 1945년 광복 후 이승만 정권에 의해 한국 귀국이 허가되지 않았으나 1960년대 박정희 정권에 와서 귀국이 허가가 되었으나 이미 심각한 정신병을 앓고 있었다.  1989년 창덕궁 낙선재에서 사망하였고, 의친왕의 장손자 이준이 상주를 맡았고 홍유릉에 안치되었다.

## 수훈 제도
1900년(광무 4년) 4월 17일에 대한제국 칙령 제13호로 〈훈장 조례〉가 반포되면서 대훈위 금척대수장(大勳位 金尺大綬章), 대훈위 이화대수장(大勳位 李花大綬章), 태극장(太極章), 자응장(紫鷹章)이 제정되었다. 1901년(광무 5년) 4월 16일에 칙령 제10호로 조례를 개정하여 팔괘장(八卦章)이 추가되었다. 1902년(광무 6년) 8월 12일에 대훈위 서성대수장(大勳位 瑞星大綬章)이 추가되었다. 1907년(광무 11년) 3월 30일에 칙령 제20호로 조례가 개정되어 서봉장(瑞鳳章)이 제정되었다.

## 같이 보기
- 고종
- 순종
- 조선
- 한국어
- 대한제국 황실
- 대한제국군
- 대한제국 중추원
- 제국익문사